# Camden Highline

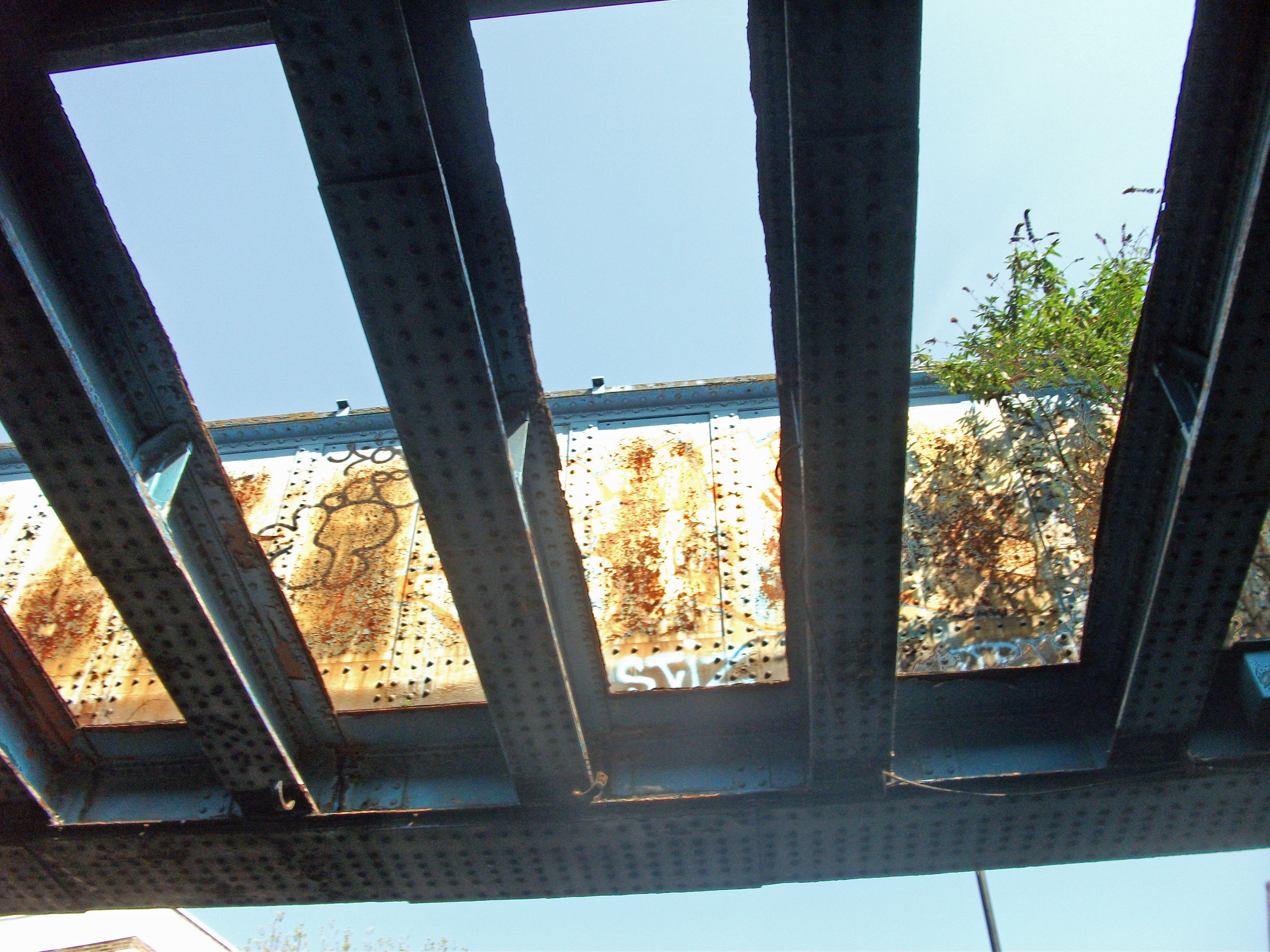
Stillgelegte Eisenbahnbrücke über die Camden Road (2011), die Bestandteil des Parks Camden Highline werden soll.

Bei der Camden Highline handelt es sich um ein Projekt im Stadtbezirk Camden in London im Vereinigten Königreich, bei dem nach dem Vorbild der High Line in New York ein früherer Hochbahnabschnitt in einen geplanten öffentlichen Park und Grünstreifen umgebaut werden soll. Das Projekt soll 1,21 km lang sein und von Camden Gardens bis York Way reichen, um als alternative Fußroute zwischen Camden Town und King's Cross zu dienen.

## Genese
Das Projekt wurde 2015 von dem Geographen Oliver O’Brien konzipiert und von Camden Town Unlimited gefördert.
Im Jahr 2017 wurden im Rahmen einer Crowdfunding-Kampagne 64.000 Pfund Sterling gesammelt, darunter Mittel vom Londoner Bürgermeister Sadiq Khan, der sagte: „Dieses innovative Projekt hat das Potenzial, eine echte Bereicherung für Camden zu werden, und ist ein großartiges Beispiel dafür, wie eine lokale Gemeinschaft eine Idee aufgreift und Unterstützung sammelt, um sie Wirklichkeit werden zu lassen. Ich freue mich darauf, die Entwicklung zu verfolgen.“
Das Projekt begann im August 2019 mit der Beschaffung von Mitteln für die Baukosten.
Bei einem internationalen Architekturwettbewerb im Jahr 2020 gingen 76 Angebote ein.

## Planfeststellung und Trassenvorschlag
Im Januar 2023 erhielt das Projekt die Baugenehmigung für den ersten Abschnitt zwischen Camden Gardens und Royal College Street. Er wird Zugang zum Bahnhof Camden Road mit Aufzügen und Treppen an jedem Ende haben. Er umfasst Bestandteile wie einen Nutzgarten, eine Tribüne, einen Spielplatz, Lebensräume für Wildtiere sowie einen baulichen Sichtschutz entlang der Gleise der North London Line, die sich noch in Betrieb befinden. Die Kosten für den Bau dieses Abschnitts wurden auf 14 Millionen Pfund geschätzt.
Stand Januar 2024 wird immer noch nach Finanzierungsmöglichkeiten gesucht. Mit einem Baubeginn ist nicht vor Ende 2025 zu rechnen, die Eröffnung des ersten Abschnitts ist möglicherweise für Anfang 2027 geplant.
Die anderen noch zu genehmigenden Abschnitte verlaufen von der Royal College Street zur Camley Street und von der Camley Street zur York Way. Sie haben mehrere Zugangspunkte, da der Park über ehemalige Eisenbahnbrücken verläuft. Einer dieser Zugänge, in der Royal College Street, wird durch das ehemalige Gebäude der ersten Camden Road Station verlaufen, das heute ein denkmalgeschütztes Gebäude ist.